# Constantin Lupulescu
Pour les articles homonymes, voir Lupulescu.
Constantin Lupulescu est un joueur d'échecs roumain né le 25 mars 1984 à Buftea.
Au 1er juillet 2021, Lupulescu est le numéro 1 roumain et le 80e joueur mondial avec un classement Elo de 2 659 points.

## Biographie et carrière
Grand maître international depuis 2006, Lupulescu a remporté cinq fois le championnat de Roumanie (en 2007, 2010, 2011, 2013 et 2015). En 2013, il finit cinquième au départage du championnat d'Europe d'échecs individuel, à égalité de points avec le vainqueur, puis il termina sixième du championnat d'Europe en 2014, ce qui le qualifiait pour la Coupe du monde d'échecs 2015 à Bakou où il fut éliminé au premier tour par Igor Lyssy.
En 2019, il finit 26e du championnat d'Europe individuel, ce qui le qualifie pour la Coupe du monde d'échecs 2019 à Khanty-Mansiïsk où il est battu au premier tour par Igor Kovalenko.
Il a représenté la Roumanie lors de quatre olympiades (en 2004, 2008, 2012 et 2014) et de cinq championnats d'Europe par équipe (de 2005 à 2013).
Lors de la Coupe du monde d'échecs 2021, il bat le Néo-zélandais Allen Chi Zhou Fan au premier tour, puis il bat l'Égyptien Abdelrahman Hesham au deuxième tour et perd au troisième tour face à l'Indien Pentala Harikrishna.